# Alexandre Lippiani
Alexandre Lippiani (Belo Horizonte, 11 de setembro de 1964 — Rio de Janeiro, 24 de maio de 1997) foi um ator e dublador brasileiro. Era primo do ator Rodolfo Bottino.
Trabalhou em telenovelas e minisséries como Sassaricando, Boca do Lixo, Pantanal, Xica da Silva, entre outras, além do filme For All - O Trampolim da Vitória. Também atuou em dublagem, sendo o dublador oficial do personagem Super-Homem/Clark Kent interpretado pelo ator americano Dean Cain no seriado de televisão Lois & Clark: As Novas Aventuras do Superman; após sua morte, a dublagem passou para o dublador Guilherme Briggs. Também dublou o personagem Xerife Woody no primeiro Toy Story.

## Morte
Alexandre Lippiani morreu vítima de um acidente automobilístico no Rio de Janeiro após se chocar com um poste, em 24 de maio de 1997. Nesta época, trabalhava na novela da Rede Manchete, "Xica da Silva" e a produção, em sua última imagem gravada, prestou uma homenagem por meio de um texto de despedida.

## Trabalhos

### Televisão
| Ano  | Título              | Personagem                        | Emissora      |
| ---- | ------------------- | --------------------------------- | ------------- |
| 1987 | Sassaricando        | Otávio Abdalla (Tavinho)          | Rede Globo    |
| 1990 | Boca do Lixo        | Tavinho                           | Rede Globo    |
| 1990 | Lua Cheia de Amor   | Bruno Pacheco Queiroz (Bubby)     | Rede Globo    |
| 1990 | Pantanal            | Raimundo dos Santos               | Rede Manchete |
| 1991 | O Fantasma da Ópera | Ricardo                           | Rede Manchete |
| 1993 | Sonho Meu           | Luís Ortega                       | Rede Globo    |
| 1995 | Explode Coração     | Antônio Cardoso (Tom)             | Rede Globo    |
| 1996 | Xica da Silva       | Eurico do Cordeiro (Padre Eurico) | Rede Manchete |

### Cinema
- For All - O Trampolim da Vitória.

### Dublagem
- Woody em Toy Story (substituído nas sequências por Marco Ribeiro); [4]
- Superman / Clark Kent (Dean Cain) - Lois & Clark: As Novas Aventuras do Superman (substituído por Guilherme Briggs);
- Capitão Jack Ross (Kevin Bacon) - Questão de Honra e Vic - Águas Perigosas;
- Ned Luncie (Brad Hall) - A Árvore da Maldição;
- Jeffrey Fleck (Bradley Whitford) - RoboCop 3;
- The Schofield Kid (Jaimz Woolweet) - Os Imperdoáveis;
- David Malfur (James MacArthur) - A Espada de Um Bravo;
- Michael Emerson (Jason Patric) - Os Garotos Perdidos;
- Pete Peterson (Joe Mantegna) - Policial Por Acaso;
- Lucas (John Baragrey) - Os Amores de Carmen;
- Steve Nichols (John Ritter) - Procura-se Um Herói;
- Jon Swain (Julian Sands) - Os Gritos do Silêncio;
- Lord Courtley (Ralph Bates) - O Sangue de Drácula;
- Michael McBride (Sean Connery) - A Lenda dos Anões Mágicos;
- Jesus em O Novo Testamento;
- Rei Rato em As Tartarugas Ninja.